# Domnall Óg mac Aeda Meith Ua Néill
Domnall Óg mac Aeda Meith Ua Néill  (tué en 1234)  est  roi de Tir Éogain de 1230 à 1234.

## Origine
Domnall Óg mac Aeda Meith Ua Néill est le fils d' Áed Méith.

## Règne
En 1230 après la mort d'Áed Méith il réussit à lui succède malgré l'opposition des Meic Lochlann représentés par Muirchertach mac Muirchertaig Ua Lochlainn, soutenu par une partie des gens du Cenél nEógain et qui ambitionne de reprendre le pouvoir qui avait échappé à sa lignée. Après quatre années de règne il est tué par Domnall mac Muirchertaig Ua Lochlainn qui s'empare du trône .

## Postérité
Domnall Óg laisse deux fils qui se disputeront le  trône mais assureront provisoirement le pouvoir de leur lignée sur le Tir Éogain.  
- Aed Buide mac Domnaill Óig
- Niall Culanach mac Domnaill Óig